# 오가 노리오
오가 노리오(大賀典雄, 1930년 1월 29일 ~ 2011년 4월 23일)은 일본의 기업인이자 성악가, 지휘자이다. 시즈오카현 누마즈시 출신. 1982년부터 1995년까지 일본 가전업체인 소니의 사장을 맡으며 소니 뮤직과 소니 컴퓨터 엔터테인먼트를 설립하고, 소니 픽처스의 기반이 되는 컬럼비아 영화사를 인수하는 등 소니를 국제적인 기업으로 성장시켰다.